# 1984-es labdarúgó-Európa-bajnokság (selejtező – 6. csoport)
Az 1984-es labdarúgó-Európa-bajnokság selejtezőjének 6. csoportjának mérkőzéseit tartalmazó lapja. A csoportban Albánia, Ausztria, Észak-Írország, az NSZK és Törökország szerepelt. A csapatok körmérkőzéses, oda-visszavágós rendszerben játszottak egymással.
A csoportelső NSZK kijutott az 1984-es labdarúgó-Európa-bajnokságra.

## Tabella
| Hely. | Csapat         | M | Gy | D | V | G+ | G– | Gk  | P  | Továbbjutás                            |     | Nyugat-Németország | Észak-Írország | Ausztria | Törökország | Albánia |
| ----- | -------------- | - | -- | - | - | -- | -- | --- | -- | -------------------------------------- | --- | ------------------ | -------------- | -------- | ----------- | ------- |
| 1.    | NSZK           | 8 | 5  | 1 | 2 | 15 | 5  | +10 | 11 | Kijutott az 1984-es Európa-bajnokságra |     | —                  | 0–1            | 3–0      | 5–1         | 2–1     |
| 2.    | Észak-Írország | 8 | 5  | 1 | 2 | 8  | 5  | +3  | 11 |                                        |     | 1–0                | —              | 3–1      | 2–1         | 1–0     |
| 3.    | Ausztria       | 8 | 4  | 1 | 3 | 15 | 10 | +5  | 9  |                                        | 0–0 | 2–0                | —              | 4–0      | 5–0         |         |
| 4.    | Törökország    | 8 | 3  | 1 | 4 | 8  | 16 | −8  | 7  |                                        | 0–3 | 1–0                | 3–1            | —        | 1–0         |         |
| 5.    | Albánia        | 8 | 0  | 2 | 6 | 4  | 14 | −10 | 2  |                                        | 1–2 | 0–0                | 1–2            | 1–1      | —           |         |

## Mérkőzések
Az időpontok helyi idő szerint értendők.
| 1982. szeptember 22. 19:00 |

| Ausztria                                                     | 5–0               | Albánia |
| ------------------------------------------------------------ | ----------------- | ------- |
| Hagmayr 24' 66' Gasselich 40' Kola 63' (öngól) Brauneder 81' | (2–0) Jegyzőkönyv |         |

| Gerhard Hanappi Stadium, Bécs Nézőszám: 9111 Játékvezető: Jordan Zsezsov (bolgár) |

| 1982. október 13. 19:00 |

| Ausztria         | 2–0               | Észak-Írország |
| ---------------- | ----------------- | -------------- |
| Schachner 3' 39' | (2–0) Jegyzőkönyv |                |

| Práter stadion, Bécs Nézőszám: 9885 Játékvezető: Valerij Butyenko (szovjet) |

| 1982. október 27. 18:00 |

| Törökország   | 1–0               | Albánia |
| ------------- | ----------------- | ------- |
| Kocabiyik 86' | (0–0) Jegyzőkönyv |         |

| İzmir Alsancak Stadium, İzmir Nézőszám: 27 702 Játékvezető: Ioan Igna (román) |

| 1982. november 17. 19:00 |

| Ausztria                                          | 4–0               | Törökország |
| ------------------------------------------------- | ----------------- | ----------- |
| Polster 10' Pezzey 34' Prohaska 38' Schachner 53' | (3–0) Jegyzőkönyv |             |

| Gerhard Hanappi Stadium, Bécs Nézőszám: 9614 Játékvezető: Aleksander Suchanek (lengyel) |

| 1982. november 17. 20:00 |

| Észak-Írország | 1–0               | NSZK |
| -------------- | ----------------- | ---- |
| Stewart 18'    | (1–0) Jegyzőkönyv |      |

| Windsor Park, Belfast Nézőszám: 15 000 Játékvezető: Rolf Nyhus (norvég) |

| 1982. december 15. 14:00 |

| Albánia | 0–0         | Észak-Írország |
| ------- | ----------- | -------------- |
|         | Jegyzőkönyv |                |

| Qemal Stafa, Tirana Nézőszám: 25 000 Játékvezető: André Daina (svájci) |

| 1983. március 30. 15:30 |

| Albánia               | 1–2               | NSZK                                 |
| --------------------- | ----------------- | ------------------------------------ |
| Targaj 82' (11-esből) | (0–0) Jegyzőkönyv | Völler 53' Rummenigge 68' (11-esből) |

| Qemal Stafa, Tirana Nézőszám: 25 000 Játékvezető: Gianfranco Menegali (olasz) |

| 1983. március 30. 20:00 |

| Észak-Írország               | 2–1               | Törökország |
| ---------------------------- | ----------------- | ----------- |
| M. O’Neill 5' McClelland 18' | (2–0) Jegyzőkönyv | Şengün 55'  |

| Windsor Park, Belfast Nézőszám: 18 000 Játékvezető: Alain Delmer (francia) |

| 1983. április 23. 18:30 |

| Törökország | 0–3               | NSZK                            |
| ----------- | ----------------- | ------------------------------- |
|             | (0–2) Jegyzőkönyv | Rummenigge 30' 71' Dremmler 36' |

| İzmir Alsancak Stadium, İzmir Nézőszám: 72 000 Játékvezető: Vojtěch Christov (csehszlovák) |

| 1983. április 27. 19:00 |

| Ausztria | 0–0         | NSZK |
| -------- | ----------- | ---- |
|          | Jegyzőkönyv |      |

| Praterstadion, Bécs Nézőszám: 60 430 Játékvezető: Brian McGinlay (skót) |

| 1983. április 27. 20:00 |

| Észak-Írország | 1–0               | Albánia |
| -------------- | ----------------- | ------- |
| Stewart 54'    | (0–0) Jegyzőkönyv |         |

| Windsor Park, Belfast Nézőszám: 12 000 Játékvezető: Ib Nielsen (dán) |

| 1983. május 11. 17:30 |

| Albánia             | 1–1               | Törökország |
| ------------------- | ----------------- | ----------- |
| Çetiner 73' (öngól) | (0–1) Jegyzőkönyv | Tekin 34'   |

| Qemal Stafa, Tirana Nézőszám: 25 000 Játékvezető: Mircea Lucian Salomir (román) |

| 1983. június 8. 18:00 |

| Albánia    | 1–2               | Ausztria         |
| ---------- | ----------------- | ---------------- |
| Targaj 84' | (0–1) Jegyzőkönyv | Schachner 5' 58' |

| Qemal Stafa, Tirana Nézőszám: 15 139 Játékvezető: Pádár László (magyar) |

| 1983. szeptember 21. 20:00 |

| Észak-Írország                            | 3–1               | Ausztria      |
| ----------------------------------------- | ----------------- | ------------- |
| Hamilton 28' Whiteside 67' M. O’Neill 89' | (1–0) Jegyzőkönyv | Gasselich 83' |

| Windsor Park, Belfast Nézőszám: 18 013 Játékvezető: Erik Fredriksson (svéd) |

| 1983. október 5. 20:15 |

| NSZK                         | 3–0               | Ausztria |
| ---------------------------- | ----------------- | -------- |
| Rummenigge 3' Völler 18' 20' | (3–0) Jegyzőkönyv |          |

| Parkstadion, Gelsenkirchen Nézőszám: 65 496 Játékvezető: Luigi Agnolin (olasz) |

| 1983. október 12. 16:30 |

| Törökország | 1–0               | Észak-Írország |
| ----------- | ----------------- | -------------- |
| Terim 17'   | (1–0) Jegyzőkönyv |                |

| 19 Mayıs Stadium, Ankara Nézőszám: 21 096 Játékvezető: Romualdas Juška (szovjet) |

| 1983. október 26. 20:15 |

| NSZK                                                      | 5–1               | Törökország |
| --------------------------------------------------------- | ----------------- | ----------- |
| Völler 44' 65' Rummenigge 60' 74' (11-esből) Stielike 66' | (1–0) Jegyzőkönyv | Sengün 69'  |

| Olympiastadion, Berlin Nézőszám: 35 000 Játékvezető: Edvard Šoštarić (jugoszláv) |

| 1983. november 16. 15:00 |

| Törökország              | 3–1               | Ausztria       |
| ------------------------ | ----------------- | -------------- |
| Tüfekçi 62' Yula 69' 76' | (0–0) Jegyzőkönyv | Baumeister 71' |

| Ali Sami Yen Stadium, Isztambul Nézőszám: 21 310 Játékvezető: Roger Schoeters (belga) |

| 1983. november 16. 15:30 |

| NSZK | 0–1               | Észak-Írország |
| ---- | ----------------- | -------------- |
|      | (0–0) Jegyzőkönyv | Whiteside 50'  |

| Volksparkstadion, Hamburg Nézőszám: 61 418 Játékvezető: Palotai Károly (magyar) |

| 1983. november 20. 14:30 |

| NSZK                      | 2–1               | Albánia    |
| ------------------------- | ----------------- | ---------- |
| Rummenigge 23' Strack 79' | (1–1) Jegyzőkönyv | Tomori 22' |

| Ludwigsparkstadion, Saarbrücken Nézőszám: 41 000 Játékvezető: Anders Mattsson (finn) |